# Casse de la Banque de France de Saint-Nazaire
Le casse de la Banque de France de Saint-Nazaire est un important braquage ayant touché la Banque de France de Saint-Nazaire (Loire-Atlantique) le 3 juillet 1986.

## Casse du siècle
Ce braquage est souvent qualifié de « casse du siècle »,,,, en raison de son mode opératoire spectaculaire et de son butin record estimé à 88 millions de francs (soit environ 13,4 millions d’euros). Mais d'autres braquages ont également était qualifié par la presse de « casse du siècle », notamment le braquage le week-end du 16 et 17 juillet 1976 de la Société Générale de Nice (butin : 50 millions de francs, soit environ 7,6 millions d'euros) et celui du 16 décembre 1992 de la Banque de France à Toulon (butin : 146 millions de francs, soit environ 26 millions d'euros),.

## Déroulement du braquage
Le 4 juillet 1986 à 4 h 30, dix hommes cagoulés et armés pénètrent dans l'appartement de fonction du caissier de la banque, Roger Camus, 52 ans, situé au-dessus de l'agence au premier étage de l’établissement. Ils ont franchi à l’aide d’une échelle le petit mur d’enceinte à l’arrière du bâtiment Napoléon III,.
Les malfaiteurs neutralisent la famille comprenant Roger Camus, sa femme, et leurs trois enfants et les prennent en otage. Roger Camus, en tentant d'écarter l'arme d'un braqueur, a été blessé par une balle qui lui a traversé le gras du flanc, puis il a reçu un coup de crosse sur la tête. À l'aide de Talkie-walkie et d'un scanner, les braqueurs surveillent les ondes policières. À partir de 7 h, ils séquestrent au fur et à mesure les employés qui viennent pour l'entretien. Le groupe monte à 7 h 45 chercher le directeur de la banque, Claude Neaut, qui loge au  2e étage du bâtiment,. Le groupe entre dans la salle des coffres à 8 h 45.
Les braqueurs obligent les employés otages à charger quatorze sacs de jute de 25 kg chacun contenant un total de 88 574 000 francs et 6 380 dollars dans une Renault 18 et deux fourgonnettes volées garées à l'arrière de la banque sur le parking intérieur.

## Enquête
Bernard Mondon, de l'Office central de répression du banditisme (OCRB), indique qu'il s'agit du « plus gros braquage depuis la Libération ». Dans un premier temps, l'hypothèse d'une action d'Action directe est privilégiée, à tort, par Bernard Mondon, et l'enquête est donc confiée au juge antiterroriste Gilles Boulouque.
L’enquête se concentre sur la traçabilité des 409 000 billets volés, acheminés vers la Belgique et la Suisse par des passeurs de fonds.
Le 9 juillet 1986, le journal Libération reçoit un tract de revendication ironique du casse signé « Des braqueurs funambules », accompagné de 20 000 francs en coupures usagées de 200 francs. Le texte dénonce « l'insécurité » liée à la misère sociale et attaque les ministres de l’époque, Robert Pandraud et Charles Pasqua, en déclarant : « Pour soutenir la politique sécuritaire de Pandore et Passequoi, faire parvenir ces billets troués pour les aider à construire leurs commissariats, leurs prisons et payer leurs indics avec 4 trous. »
Les voleurs anarchistes jurent « ne pas être membres d’Action directe » et expliquent que « l’insécurité, ce n’est pas le grand banditisme ou ceux qui luttent contre un ordre établi » mais « c’est le chômage, le désespoir, la misère organisée et ses conséquences, drogue, Ricard et ses trafics. »
Le 15 juillet 1986, le caissier hospitalisé reçoit un colis contenant deux films (Les Ripoux et Les Aventuriers de l’arche perdue), des cigares et du parfum No 5 de Chanel pour Madame, accompagné d’un mot : « Encore toutes nos excuses pour cette nuit éprouvante. »
L’enquête progresse grâce à des photos prises par un douanier à la frontière suisse, identifiant deux membres du groupe, Ahmed Bekkouche et Claudio Lavazza. L’équipe, qui est un mélange de criminels et de politiques, est cosmopolite, comprenant des Algériens, des Français, un Chilien et deux Italiens proches de l’organisation Prima Linea.
Trois personnes, Jean-Michel Zabronski, Idir Hamdi, et un individu nommé Boudier, sont interpellées en France et en Belgique. Ces arrestations ont été réalisées après la découverte de 7,4 millions de francs dans des coffres bancaires en Belgique : les personnes interpellées n'ont pas pu expliquer l'origine de cet argent et ont donc été inculpées de recel. Aucun lien direct avec le braquage de Saint-Nazaire ou celui de Niort du 4 mars 1986 n'a été formellement établi. Par ailleurs, des tableaux volés et une quinzaine de personnes recherchées dans d'autres affaires criminelles sont également retrouvés lors des perquisitions dans les milieux de la pègre[réf. nécessaire].

## Vie en cavale et suites judiciaires
Parmi les auteurs, certains restent introuvables pendant de nombreuses années. Jean-Luc Boudier, l'un des présumés braqueurs, se cache en Corrèze sous une fausse identité jusqu’à sa mort le 17 août 2015. Ce n’est qu’en 2021 qu’une lettre de son fils résidant à Taiwan révèle son passé, relâchant des informations sur la participation de son père au braquage puis ses des années en fuite en Asie,.
D'autres membres du gang, comme Miloud Hai, sont arrêtés plusieurs années après les faits. Miloud Hai est condamné à perpétuité par contumace en 1992, avant d'être arrêté le 22 décembre 2006 à Paris 13e, rejugé en 2008 et condamné alors à neuf ans de prison. Miloud Hai est considéré comme étant « chef du commando » ayant séquestré le caissier, qui l'a reconnu.
Jean-Michel Zabronski, né le 30 avril 1951 à Boulogne-Billancourt, décède le 28 août 1990 à l’âge de 39 ans. Une décision de la Cour de cassation, Chambre criminelle, rendue le 25 juin 1991 (90-87.515), mentionne des éléments liés à cette affaire[réf. nécessaire].
Seulement 8 millions du casse ont été retrouvés.